# Волкмар, Чарльз
Чарльз Волкмар (англ. Charles Volkmar; 1841—1914) — американский художник и гончар.

## Биография
Родился 21 августа 1841 года в Балтиморе, штат Мэриленд. Его отец, получивший образование в Дрездене, был художником-портретистом, гравером и реставратором, его дед был гравером.
Получил начальное художественное образование в Институте Мэриленда (ныне Maryland Institute College of Art). Начинал как художник-пейзажист в середине 1860-х годов, затем занялся гончарным искусством и стал известным художником-керамистом.
Свои живописные полотна создавал в США и во Франции. Во Франции провёл 15 лет. Здесь он учился пейзажной живописи у Анри Гарпиньи — французского пейзажиста барбизонской школы. Картины Волкмара выставлялись в Парижских салонах на протяжении 1870-х годов.
Начиная с 1895 года сотрудничал в области гончарного искусства с художницей Кейт Кори. Их общий магазин — Volkmar and Cory Pottery, находился в Куинсе, Нью-Йорк. В 1902 году Затем в 1903 году Чарльз Волкмар открыл собственный гончарный бизнес с названием Charles Volkmar & Son. в Метачене, штат Нью-Джерси.
Умер от пневмонии 6 февраля 1914 году в Метачене.
Был женат на Nettie Walsh из Бостона, у них было двое сыновей: Леон и Рэй.